# Triaize
Triaize – miejscowość i gmina we Francji, w regionie Kraj Loary, w departamencie Wandea.
Według danych na rok 1990 gminę zamieszkiwało 1 027 osób, a gęstość zaludnienia wynosiła 17 osób/km² (wśród 1504 gmin Kraju Loary Triaize plasuje się na 566. miejscu pod względem liczby ludności, natomiast pod względem powierzchni na miejscu 36.).